# カレル・ドールマン
カレル・ウィレム・フレデリック・マリー・ドールマン（Karel Willem Frederik Marie Doorman、1889年4月23日 - 1942年2月28日）は、第二次世界大戦期のオランダの海軍軍人。最終階級は少将。太平洋戦争初頭の1942年2月、4か国連合艦隊を率いて日本海軍と戦って戦死した。

## 経歴
ユトレヒトで、歴代軍人を輩出したカトリックの家庭に生まれる。オランダで飛行機の操縦ライセンスを取得した最初の海軍軍人の一人であり、オランダ海軍に航空部隊を創設することを希望していた。1937年にオランダ領東インドに大佐として着任した。1940年に少将に昇進。
アメリカ合衆国、イギリス、オランダ、オーストラリア海軍の連合艦隊である米英蘭豪連合攻撃部隊（ABDA艦隊）を率い、ジャワ沖海戦（1942年2月4日）、バリ島沖海戦（1942年2月20日）、スラバヤ沖海戦（1942年2月27日）で日本海軍と交戦した。スラバヤ沖海戦で、旗艦である軽巡洋艦デ・ロイテルが沈没するのと運命を共にした。52歳没。
最後の言葉は「我攻撃す、我に続け！」 (Ik val aan, volg mij!) であったと巷間伝えられているが、海戦の最中イギリス巡洋艦エクセターが日本海軍の魚雷で損傷して退避し、後続艦がエクセターに後続して退却しようとした際に出した訓示「全艦我に続け」が誤って伝えられたものとされる。

## 顕彰
かつて就役していたオランダ海軍の航空母艦（初代・二代）、現在オランダ海軍で就役中の統合支援艦、および現在ベルギー海軍で就役中のフリゲートにドールマンの名が冠された。